# Dish (Texas)
Dish kisváros az USA Texas államában, Denton megyében. Lakosainak száma 437 fő (2020. április 1.). A 2000 júniusában alapított település eredeti neve Clark volt. 2005 novemberében a közösség elfogadta az ajánlatot, hogy a Dish Network műholdas televíziós társasággal kötött kereskedelmi megállapodás részeként átnevezzék magukat DISH-re (csupa nagybetűvel).

## Népesség
A település népességének változása:

| 2010 | 201 |
| 2020 | 437 |